# 갈대꽃
"갈대꽃"은 한국에서 제작된 이구영 감독의 1931년 영화이다. 이경선 등이 주연으로 출연하였다.

## 출연

### 주연
- 이경선
- 박제행
- 주삼손
- 박기섭